# Sainte-Livrade
Sainte-Livrade – miejscowość i gmina we Francji, w regionie Oksytania, w departamencie Górna Garonna.
Według danych na rok 1990 gminę zamieszkiwały 224 osoby, a gęstość zaludnienia wynosiła 36 osób/km² (wśród 3020 gmin regionu Midi-Pireneje Sainte-Livrade plasuje się na 839. miejscu pod względem liczby ludności, natomiast pod względem powierzchni na miejscu 1390.).